# Francisco Eduardo Venegas
Francisco Eduardo Venegas Moreno (Acámbaro, Guanajuato, México, 16 de julio de 1998), es un futbolista mexicano, se desempeña como Defensa central o Lateral y actualmente juega para el Querétaro Fútbol Club de la Liga MX.

## Trayectoria
Formado en las divisiones inferiores de los Tuzos, el seleccionado juvenil mexicano arriba al Everton de Viña del Mar. Por su corta edad comienza jugando en las divisiones inferiores bajo el mandato de Jonathan Orellana, sin embargo y tras sus buenas actuaciones en la juvenil comienza a ser considerado en el primer equipo. Debuta en un partido  amisto jugado en Sausalito frente a Lanús donde se desempeñó como central.